# Municipio de Braceville (Illinois)
El municipio de Braceville (en inglés: Braceville Township) es un municipio ubicado en el condado de Grundy en el estado estadounidense de Illinois. En el año 2010 tenía una población de 6467 habitantes y una densidad poblacional de 138,11 personas por km².

## Geografía
El municipio de Braceville se encuentra ubicado en las coordenadas 41°14′40″N 88°16′40″O / 41.24444, -88.27778. Según la Oficina del Censo de los Estados Unidos, el municipio tiene una superficie total de 46.82 km², de la cual 46.3 km² corresponden a tierra firme y (1.12%) 0.53 km² es agua.

## Demografía
Según el censo de 2010, había 6467 personas residiendo en el municipio de Braceville. La densidad de población era de 138,11 hab./km². De los 6467 habitantes, el municipio de Braceville estaba compuesto por el 96.32% blancos, el 0.31% eran afroamericanos, el 0.15% eran amerindios, el 0.23% eran asiáticos, el 0.05% eran isleños del Pacífico, el 1.24% eran de otras razas y el 1.7% pertenecían a dos o más razas. Del total de la población el 4.38% eran hispanos o latinos de cualquier raza.